# Gabriel Auguste Daubrée
Gabriel Auguste Daubrée (Metz, 25 de junho de 1814 — Paris, 29 de maio de 1896) foi um geólogo francês.
Foi laureado com a medalha Wollaston de 1880, concedida pela Sociedade Geológica de Londres.